# Colegiata de Santa María Magdalena
La colegiata de Santa María Magdalena, está situada en la villa asturiana de Cangas del Narcea siendo un templo de estilo barroco.
El 8 de noviembre de 1992 la iglesia obtuvo la consideración de basílica.

## Construcción del nuevo templo
La construcción de una nueva iglesia en Cangas de Narcea para sustituir a la vieja obre románica que en 1642 se decía que tenía 500 años de antigüedad, originó un conflicto que dividió en dos bandos a los noventa vecinos con que entonces contaba la localidad, aunque el enfrentamiento se circunscribía en realidad a las dos principales familias nobles de la villa; los Queipo de Llano y los Omaña, emparentados por otra parte. La vieja iglesia era de patronato real, pero como no corrían buenos tiempos para la hacienda real, el monarca cedió el patronato a Fernando de Valdés y Llano, arzobispo de Granada y presidente del Consejo de Castilla, que volcó todos sus recursos en su pueblo natal.
La planta y el alzado de la nueva iglesia fueron trazados por Bartolomé Fernández Lechuga, maestro de obras de la Alhambra de Granada, y entre 1639 y 1642 se levantó el nuevo templo, con el beneplácito de todos los vecinos. Al llegar el momento de derribar la vieja iglesia llegó el conflicto, pues un grupo de familias, representadas todas por los Lope de Omaña, que tenían sus sepulcros familiares en un lugar destacado de la vieja iglesia, se veían desplazados por los Queipo de Llano, parientes del nuevo patrono de la iglesia, a un lugar menos honorífico en el nuevo templo, iniciando así un pleito por la vía eclesiástica para tratar de conservar su privilegiado lugar. Se sucedieron informes y contrainformes, con situaciones de extrema tirantez en las que el maestro de las obras Diego Ibáñez Pacheco fue amenazado por los Omaña. Sin embargo, por aquellos tiempos los Queipo de Llano eran ya muy influyentes en la Corte y lograron un fallo a su favor del Consejo Real en 21 de mayo de 1642.

## Descripción arquitectónica
El interior es de una sola nave, con capillas laterales, crucero y cabecera plana. Está completamente abovedada y con cúpula en el centro del crucero.
La fachada da idea de superficie plana rematada por dos torres con tejado de pizarra. La portada principal con arco de medio punto y con una hornacina que tiene la imagen de la Magdalena, culmina en un tímpano con el escudo del arzobispo don Fernando de Valdés.